# Hooten & the Lady
Hooten & the Lady ist eine im Auftrag von Sky 1 produzierte Fernsehserie. Erzählt werden die Geschichten des amerikanischen Schatzsuchers Ulysses (in der Synchronisierung: Odysseus) Hooten (Michael Landes), der zusammen mit der britischen Schatzsucherin und adeligen Lady Alex Lindo-Parker (Ophelia Lovibond) zahlreiche Abenteuer erlebt.

## Geschichte
Die zunächst unfreiwilligen Partner reisen quer über den Globus, um nach den größten Geheimnissen der Welt zu suchen. Von Percy Fawcetts lang verschollenem Lager am Amazonas über die Jagd in Sibirien nach dem 51. Fabergé-Ei erkunden die beiden die Welt des Mythischen und Legendären. Sie reisen auf der Suche nach der einzigen Niederschrift Buddhas vom schneebedeckten Himalaya-Gebirge über die Katakomben in Rom, um die Sibyllinische Bücher zu finden, bis nach Alexandria auf der Jagd nach dem Grab von Alexander dem Großen. Ein sich über die Episoden ziehender Handlungsstrang ist die Planung von Alex’ Hochzeit mit ihrem Verlobten Edward, die von ihrer Mutter, Lady Lindo-Parker, organisiert wird.

## Besetzung

### Hauptdarsteller
- Michael Landes als Ulysses Hooten
- Ophelia Lovibond als Lady Alex Lindo-Parker (Lady Alexandra Diana Elizabeth Lindo-Parker)[1]
- Jessica Hynes als Ella Bond
- Shaun Parkes als Clive Stephenson

### Wiederkehrende Darsteller
- Jane Seymour als Lady Lindo Parker
- Jonathan Bailey als Edward

## Episodenliste
Die Erstausstrahlung der ersten Staffel war vom 16. September bis zum 10. November 2016 beim britischen Pay-TV-Sender Sky 1 zu sehen. Die deutschsprachige Erstausstrahlung sendete der deutsche Pay-TV-Sender Sky 1 vom 29. November 2016 bis zum 24. Januar 2017. Am 2. August 2017 gab der Sender bekannt, dass es keine weitere Staffel geben werde.
| Nr. (ges.) | Nr. (St.) | Deutscher Titel           | Originaltitel | Erstausstrahlung UK | Deutschsprachige Erstausstrahlung (D) | Regie             | Drehbuch        | Zuschauer |
| ---------- | --------- | ------------------------- | ------------- | ------------------- | ------------------------------------- | ----------------- | --------------- | --------- |
| 1          | 1         | Abenteuer im Amazonas     | The Amazon    | 16. Sep. 2016       | 29. Nov. 2016                         | Colin Teague      | Tony Jordan     | 1,20 Mio. |
| 2          | 2         | Alle Wege führen nach Rom | Rome          | 23. Sep. 2016       | 6. Dez. 2016                          | Colin Teague      | James Payne     | 0,80 Mio. |
| 3          | 3         | Abenteuer in Alexandria   | Egypt         | 30. Sep. 2016       | 13. Dez. 2016                         | Justin Molotnikov | Richard Zajdlic | 0,62 Mio. |
| 4          | 4         | Über den Daumen gepeilt   | Bhutan        | 7. Okt. 2016        | 20. Dez. 2016                         | Justin Molotnikov | Jeff Povey      | 0,71 Mio. |
| 5          | 5         | Der sabäische Löffel      | Ethiopia      | 14. Okt. 2016       | 3. Jan. 2017                          | Andy Hay          | Karla Crome     | 0,50 Mio. |
| 6          | 6         | Das 51ste Ei              | Moscow        | 21. Okt. 2016       | 10. Jan. 2017                         | Julian Holmes     | Sarah Phelps    | 0,65 Mio. |
| 7          | 7         | Kambodscha                | Cambodia      | 28. Okt. 2016       | 17. Jan. 2017                         | Daniel O’Hara     | Richard Zajdlic | 0,71 Mio. |
| 8          | 8         | In der Karibik            | The Caribbean | 4. Nov. 2016        | 24. Jan. 2017                         | Daniel O’Hara     | Tony Jordan     | 0,81 Mio. |